# Murphy Nicholas Xavier Pakiam
Murphy Nicholas Xavier Pakiam (Tapah, 6 de dezembro de 1938) é um clérigo malaio e arcebispo aposentado de Kuala Lumpur.
Murphy Nicholas Xavier Pakiam foi ordenado sacerdote em 10 de maio de 1964.
O Papa João Paulo II o nomeou bispo auxiliar em Kuala Lumpur e bispo titular da Chunávia em 1º de abril de 1995. O Arcebispo de Kuala Lumpur, Anthony Soter Fernandez, o ordenou em 4 de outubro do mesmo ano; Os co-consagradores foram James Chan Soon Cheong, bispo de Melaka-Johor, e Antony Selvanayagam, bispo de Penang.
Foi nomeado arcebispo de Kuala Lumpur em 24 de maio de 2003 e empossado em 29 de maio do mesmo ano.
O Papa Francisco aceitou sua renúncia relacionada à idade em 13 de dezembro de 2013. 